# Chine aux Jeux olympiques de la jeunesse d'hiver de 2012
La Chine a participé aux Jeux olympiques de la jeunesse d'hiver de 2012 à Innsbruck en Autriche du 13 au 22 janvier 2012. 

## Médaillés
| Médaille | Nom                | Sport                                | Épreuve              | Date       |
| -------- | ------------------ | ------------------------------------ | -------------------- | ---------- |
| Or       | Liu An             | Patinage de vitesse                  | 500 mètres hommes    | 14 janvier |
| Or       | Cheng Fangming     | Biathlon                             | Sprint hommes        | 15 Jan     |
| Or       | Yan Han            | Patinage artistique                  | Individuel hommes    | 16 janvier |
| Or       | Yu Xiaoyu Jin Yang | Patinage artistique                  | Couples              | 16 janvier |
| Or       | Fan Yang           | Patinage de vitesse                  | 1 500 mètres hommes  | 16 janvier |
| Or       | Fan Yang           | Patinage de vitesse                  | 3 000 mètres hommes  | 18 janvier |
| Or       | Fan Yang           | Patinage de vitesse                  | Départ groupé hommes | 20 janvier |
| Argent   | Shi Xiaoxuan       | Patinage de vitesse                  | 500 mètres femmes    | 14 janvier |
| Argent   | Liu An             | Patinage de vitesse                  | 1 500 mètres hommes  | 16 janvier |
| Argent   | Xu Aili            | Patinage de vitesse sur piste courte | 1 000 mètres femmes  | 18 janvier |
| Argent   | Xu Aili            | Patinage de vitesse sur piste courte | 500 mètres femmes    | 19 janvier |
| Bronze   | Cheng Fangming     | Biathlon                             | Poursuite hommes     | 16 janvier |
| Bronze   | Li Zijun           | Patinage artistique                  | Individuel femmes    | 17 janvier |
| Bronze   | Xu Hongzhi         | Patinage de vitesse sur piste courte | 1 000 mètres hommes  | 18 janvier |
| Bronze   | Xu Hongzhi         | Patinage de vitesse sur piste courte | 500 mètres hommes    | 19 janvier |

## Résultats

### Biathlon
La Chine a qualifié 3 athlètes.
Homme
| Athlète        | Épreuve   | Finale        | Finale  | Finale |
| Athlète        | Épreuve   | Temps         | Manqués | Rang   |
| -------------- | --------- | ------------- | ------- | ------ |
| Cheng Fangming | Sprint    | 19 min 21 s 7 | 1       | 1      |
| Cheng Fangming | Poursuite | 28 min 57 s 7 | 7       | 3      |

Femmes
| Athlète       | Épreuve   | Finale        | Finale  | Finale |
| Athlète       | Épreuve   | Temps         | Manqués | Rang   |
| ------------- | --------- | ------------- | ------- | ------ |
| Song Na       | Sprint    | 19 min 19 s 2 | 2       | 17     |
| Song Na       | Poursuite | 23 min 25 s 0 | 7       | 23     |
| Zhang Zhaohan | Sprint    | 19 min 51 s 1 | 4       | 23     |
| Zhang Zhaohan | Poursuite | 31 min 40 s 4 | 7       | 17     |

### Ski de fond
La Chine a qualifié 1 athlète.
Femmes
| Athlète | Épreuve     | Finale        | Finale |
| Athlète | Épreuve     | Temps         | Rang   |
| ------- | ----------- | ------------- | ------ |
| Chun Ma | 5 km femmes | 16 min 34 s 9 | 20     |

Sprint
| Athlète | Épreuve       | Qualification | Qualification | Quart de finale | Quart de finale | Demi-finale   | Demi-finale   | Finale        | Finale        |
| Athlète | Épreuve       | Total         | Rang          | Total           | Rang            | Total         | Rang          | Total         | Rang          |
| ------- | ------------- | ------------- | ------------- | --------------- | --------------- | ------------- | ------------- | ------------- | ------------- |
| Chun Ma | Sprint femmes | 2 min 02 s 34 | 16 Q          | 2 min 10 s 0    | 5               | Non qualifiée | Non qualifiée | Non qualifiée | Non qualifiée |

### Curling
La Chine a qualifié une équipe.
Composition de l'équipe
- Fourth: Wang Jinbo
- Third: Yang Ying
- Skip: Bai Yang
- Lead: Cao Ying

### Équipe mixte
| Groupe Bleu        | Skip             | V | D |
| ------------------ | ---------------- | - | - |
| États-Unis         | Korey Dropkin    | 7 | 0 |
| Suisse             | Michael Brunner  | 6 | 1 |
| République tchèque | Marek Černovský  | 4 | 3 |
| Chine              | Bai Yang         | 3 | 4 |
| Norvège            | Markus Skogvold  | 3 | 4 |
| Corée du Sud       | Kang Sue-yeon    | 2 | 5 |
| Nouvelle-Zélande   | Luke Steele      | 2 | 5 |
| Estonie            | Robert-Kent Päll | 1 | 6 |

| D                    | 1 | 2 | 3 | 4 | 5 | 6 | 7 | 8 | 9 | 10 | Total |
| -------------------- | - | - | - | - | - | - | - | - | - | -- | ----- |
| Chine (Bai)          | 0 | 0 | 0 | 0 | 2 | 0 | 1 | 1 | 0 |    | 4     |
| Norvège (Skogvold) X | 1 | 1 | 0 | 0 | 0 | 2 | 0 | 0 | 1 |    | 5     |

| B                   | 1 | 2 | 3 | 4 | 5 | 6 | 7 | 8 | 9 | 10 | Total |
| ------------------- | - | - | - | - | - | - | - | - | - | -- | ----- |
| Chine (Bai) X       | 2 | 0 | 1 | 0 | 1 | 3 | 1 | X |   |    | 8     |
| Corée du Sud (Kang) | 0 | 0 | 0 | 1 | 0 | 0 | 0 | X |   |    | 1     |

| D                           | 1 | 2 | 3 | 4 | 5 | 6 | 7 | 8 | 9 | 10 | Total |
| --------------------------- | - | - | - | - | - | - | - | - | - | -- | ----- |
| Nouvelle-Zélande (Steele) X | 1 | 1 | 2 | 0 | 0 | 1 | 0 | 2 |   |    | 7     |
| Chine (Bai)                 | 0 | 0 | 0 | 3 | 2 | 0 | 1 | 0 |   |    | 6     |

| C                              | 1 | 2 | 3 | 4 | 5 | 6 | 7 | 8 | 9 | 10 | Total |
| ------------------------------ | - | - | - | - | - | - | - | - | - | -- | ----- |
| République tchèque (Černovský) | 0 | 1 | 0 | 0 | 3 | 0 | 1 | 0 |   |    | 5     |
| Chine (Bai) X                  | 1 | 0 | 2 | 0 | 0 | 2 | 0 | 1 |   |    | 6     |

| A                | 1 | 2 | 3 | 4 | 5 | 6 | 7 | 8 | 9 | 10 | Total |
| ---------------- | - | - | - | - | - | - | - | - | - | -- | ----- |
| Chine (Bai) X    | 1 | 0 | 0 | 1 | 0 | 1 | 0 | X |   |    | 3     |
| Suisse (Brunner) | 0 | 1 | 1 | 0 | 1 | 0 | 4 | X |   |    | 7     |

| C              | 1 | 2 | 3 | 4 | 5 | 6 | 7 | 8 | 9 | 10 | Total |
| -------------- | - | - | - | - | - | - | - | - | - | -- | ----- |
| Chine (Bai) X  | 0 | 2 | 0 | 2 | 1 | 0 | 0 | 2 |   |    | 7     |
| Estonie (Päll) | 0 | 0 | 2 | 0 | 0 | 0 | 1 | 0 |   |    | 3     |

| A                    | 1 | 2 | 3 | 4 | 5 | 6 | 7 | 8 | 9 | 10 | Total |
| -------------------- | - | - | - | - | - | - | - | - | - | -- | ----- |
| États-Unis (Dropkin) | 1 | 1 | 4 | 0 | 1 | 1 | X | X |   |    | 8     |
| Chine (Bai) X        | 0 | 0 | 0 | 1 | 0 | 0 | X | X |   |    | 1     |

Tie-break
| D                    | 1 | 2 | 3 | 4 | 5 | 6 | 7 | 8 | 9 | 10 | Total |
| -------------------- | - | - | - | - | - | - | - | - | - | -- | ----- |
| Chine (Bai)          | 1 | 0 | 1 | 0 | 0 | 1 | 0 | X | X |    | 3     |
| Norvège (Skogvold) X | 0 | 2 | 0 | 3 | 0 | 0 | 1 | X | X |    | 6     |

### Doubles mixtes
16e de finale
| B                                          | 1 | 2 | 3 | 4 | 5 | 6 | 7 | 8 | 9 | 10 | Total |
| ------------------------------------------ | - | - | - | - | - | - | - | - | - | -- | ----- |
| Wang Jinbo (CHN) Ina Roll Backe (NOR) X    | 2 | 2 | 0 | 1 | 0 | 2 | 0 | 1 |   |    | 8     |
| Camilla Schnabel (AUT) Jordan Wåhlin (SWE) | 0 | 0 | 2 | 0 | 3 | 0 | 2 | 0 |   |    | 7     |

| C                                         | 1 | 2 | 3 | 4 | 5 | 6 | 7 | 8 | 9 | 10 | Total |
| ----------------------------------------- | - | - | - | - | - | - | - | - | - | -- | ----- |
| Corryn Brown (CAN) Martin Reichel (AUT) X | 1 | 0 | 0 | 3 | 0 | 1 | 1 | 0 |   |    | 6     |
| Shingo Usui (JPN) Cao Ying (CHN)          | 0 | 1 | 1 | 0 | 1 | 0 | 0 | 1 |   |    | 4     |

| A                                      | 1 | 2 | 3 | 4 | 5 | 6 | 7 | 8 | 9 | 10 | Total |
| -------------------------------------- | - | - | - | - | - | - | - | - | - | -- | ----- |
| Mathias Genner (AUT) Lisa Gisler (SUI) | 0 | 0 | 0 | 1 | 0 | 1 | 0 | X |   |    | 2     |
| Yang Ying (CHN) Thomas Howell (USA) X  | 3 | 1 | 2 | 0 | 3 | 0 | 1 | X |   |    | 10    |

| D                                            | 1 | 2 | 3 | 4 | 5 | 6 | 7 | 8 | 9 | 10 | Total |
| -------------------------------------------- | - | - | - | - | - | - | - | - | - | -- | ----- |
| Alzbeta Baudyšová (CZE) Bai Yang (CHN)       | 0 | 0 | 0 | 5 | 1 | 0 | 3 | 0 |   |    | 9     |
| Amos Mosaner (ITA) Irena Brettbacher (AUT) X | 1 | 1 | 1 | 0 | 0 | 4 | 0 | 3 |   |    | 10    |

8e de finale
| D                                       | 1 | 2 | 3 | 4 | 5 | 6 | 7 | 8 | 9 | 10 | Total |
| --------------------------------------- | - | - | - | - | - | - | - | - | - | -- | ----- |
| Yang Ying (CHN) Thomas Howell (USA)     | 0 | 3 | 0 | 0 | 0 | 1 | 0 | X |   |    | 4     |
| Martin Sesaker (NOR) Kim Eun-bi (KOR) X | 2 | 0 | 2 | 1 | 2 | 0 | 3 | X |   |    | 10    |

| C                                                | 1 | 2 | 3 | 4 | 5 | 6 | 7 | 8 | 9 | 10 | Total |
| ------------------------------------------------ | - | - | - | - | - | - | - | - | - | -- | ----- |
| Michael Brunner (SUI) Nicole Muskatewitz (GER) X | 1 | 1 | 1 | 1 | 1 | 0 | 1 | X |   |    | 6     |
| Wang Jinbo (CHN) Ina Roll Backe (NOR)            | 0 | 0 | 0 | 0 | 0 | 1 | 0 | X |   |    | 1     |

### Patinage artistique
La Chine a qualifié 4 athlètes.
Hommes
| Athlète(s) | Épreuve    | PC/DO  | PC/DO | PL/DL  | PL/DL | Total  | Total |
| Athlète(s) | Épreuve    | Points | Rang  | Points | Rang  | Points | Rang  |
| ---------- | ---------- | ------ | ----- | ------ | ----- | ------ | ----- |
| Yan Han    | Individuel | 59,65  | 1     | 132,80 | 1     | 192,45 | 1     |

Femmes
| Athlète(s) | Épreuve    | PC/DO  | PC/DO | PL/DL  | PL/DL | Total  | Total |
| Athlète(s) | Épreuve    | Points | Rang  | Points | Rang  | Points | Rang  |
| ---------- | ---------- | ------ | ----- | ------ | ----- | ------ | ----- |
| Li Zijun   | Individuel | 50,92  | 3     | 106,78 | 2     | 157,70 | 3     |

Couples
| Athlète(s)         | Épreuve | PC/DO  | PC/DO | PL/DL  | PL/DL | Total  | Total |
| Athlète(s)         | Épreuve | Points | Rang  | Points | Rang  | Points | Rang  |
| ------------------ | ------- | ------ | ----- | ------ | ----- | ------ | ----- |
| Yu Xiaoyu Jin Yang | Couples | 51,79  | 1     | 102,03 | 1     | 153,82 | 1     |

### Hockey sur glace
La Chine a qualifié 2 athlètes.
Hommes
| Athlète(s) | Épreuve            | Qualification | Qualification | Grande finale | Grande finale |
| Athlète(s) | Épreuve            | Points        | Rang          | Points        | Rang          |
| ---------- | ------------------ | ------------- | ------------- | ------------- | ------------- |
| Liu Qing   | Concours d'agilité | 12            | 7 Q           | 13            | 7             |

Femmes
| Athlète(s) | Épreuve            | Qualification | Qualification | Grande finale | Grande finale |
| Athlète(s) | Épreuve            | Points        | Rang          | Points        | Rang          |
| ---------- | ------------------ | ------------- | ------------- | ------------- | ------------- |
| Sun Jiayue | Concours d'agilité | 4             | 12            | Non qualifiée | Non qualifiée |

### Patinage de vitesse sur piste courte
La Chine a qualifié 4 athlètes.
Hommes
| Athlète     | Épreuve             | Quart de finale | Quart de finale | Demi-finale    | Demi-finale | Finale         | Finale   |
| Athlète     | Épreuve             | Temps           | Rang            | Temps          | Rang        | Temps          | Rang     |
| ----------- | ------------------- | --------------- | --------------- | -------------- | ----------- | -------------- | -------- |
| Lu Xiucheng | 500 mètres hommes   | 44 s 504        | 2 Q             | 1 min 20 s 806 | 4 qB        | Pénalité       | Pénalité |
| Lu Xiucheng | 1 000 mètres hommes | 1 min 30 s 764  | 3 qCD           | 1 min 32 s 822 | 1 qC        | 1 min 32 s 369 | 1        |
| Xu Hongzhi  | 500 mètres hommes   | 43 s 022        | 1 Q             | 42 s 832       | 1 Q         | 42 s 637       | 3        |
| Xu Hongzhi  | 1 000 mètres hommes | 1 min 34 s 610  | 1 Q             | 1 min 31 s 377 | 2 Q         | 1 min 29 s 576 | 3        |

Femmes
| Athlète   | Épreuve             | Quart de finale | Quart de finale | Demi-finale    | Demi-finale | Finale         | Finale        |
| Athlète   | Épreuve             | Temps           | Rang            | Temps          | Rang        | Temps          | Rang          |
| --------- | ------------------- | --------------- | --------------- | -------------- | ----------- | -------------- | ------------- |
| Qu Chunyu | 500 mètres femmes   | 46 s 378        | 1 Q             | 45 s 624       | 2 Q         | Pénalité       | Pénalité      |
| Qu Chunyu | 1 000 mètres femmes | 1 min 39 s 607  | 1 Q             | Pénalité       | Pénalité    | Non qualifiée  | Non qualifiée |
| Xu Aili   | 500 mètres femmes   | 45 s 416        | 1 Q             | 45 s 673       | 1 Q         | 44 s 593       | 2             |
| Xu Aili   | 1 000 mètres femmes | 1 min 36 s 614  | 1 Q             | 1 min 35 s 362 | 2 Q         | 1 min 33 s 351 | 2             |

Mixte
| Athlète                                                                               | Épreuve              | Demi-finale    | Demi-finale | Finale         | Finale |
| Athlète                                                                               | Épreuve              | Temps          | Rang        | Temps          | Rang   |
| ------------------------------------------------------------------------------------- | -------------------- | -------------- | ----------- | -------------- | ------ |
| Équipe B Jung Hyun Park (KOR) Lu Xiucheng (CHN) Xu Aili (CHN) Jack Burrows (GBR)      | Relais mixte par CNO | 4 min 21 s 656 | 1 Q         | 4 min 21 s 713 | 1      |
| Équipe F Qu Chunyu (CHN) Xu Hongzhi (CHN) Mariya Dolgopolova (UKR) Aydin Djemal (GBR) | Relais mixte par CNO | 4 min 21 s 227 | 1 Q         | 4 min 24 s 665 | 2      |

### Saut à ski
La Chine a qualifié 1 athlète.
Femmes
| Athlète   | Épreuve           | 1er saut | 1er saut | 2e saut  | 2e saut | Total  | Total |
| Athlète   | Épreuve           | Distance | Points   | Distance | Points  | Points | Rang  |
| --------- | ----------------- | -------- | -------- | -------- | ------- | ------ | ----- |
| Li Xueyao | Individuel hommes | 59,5 m   | 82,1     | 58,0 m   | 79,5    | 161,6  | 11    |

### Patinage de vitesse
La Chine a qualifié 4 athlètes.
Hommes
| Athlète  | Épreuve              | Course 1 | Course 2 | Total           | Rang            |
| -------- | -------------------- | -------- | -------- | --------------- | --------------- |
| Liu An   | 500 mètres hommes    | 37 s 67  | 37 s 83  | 75 s 50         | 1               |
| Liu An   | 1 500 mètres hommes  |          |          | 2 min 00 s 28   | 2               |
| Liu An   | Départ groupé hommes |          |          | N'a pas terminé | N'a pas terminé |
| Yang Fan | 1 500 mètres hommes  |          |          | 1 min 54 s 20   | 1               |
| Yang Fan | 3 000 mètres hommes  |          |          | 4 min 03 s 22   | 1               |
| Yang Fan | Départ groupé hommes |          |          | 7 min 10 s 23   | 1               |

Femmes
| Athlète      | Épreuve              | Course 1 | Course 2 | Total            | Rang             |
| ------------ | -------------------- | -------- | -------- | ---------------- | ---------------- |
| Shi Xiaoxuan | 500 mètres femmes    | 41 s 98  | 42 s 34  | 84 s 32          | 2                |
| Shi Xiaoxuan | 1 500 mètres femmes  |          |          | 2 min 15 s 98    | 9                |
| Shi Xiaoxuan | Départ groupé femmes |          |          | 6 min 09 s 17    | 11               |
| Fu Yuan      | 1 500 mètres femmes  |          |          | 2 min 11 s 94    | 4                |
| Fu Yuan      | 3 000 mètres femmes  |          |          | 4 min 47 s 52    | 5                |
| Fu Yuan      | Départ groupé femmes |          |          | N'a pas terminée | N'a pas terminée |